# Хайатт, Джон

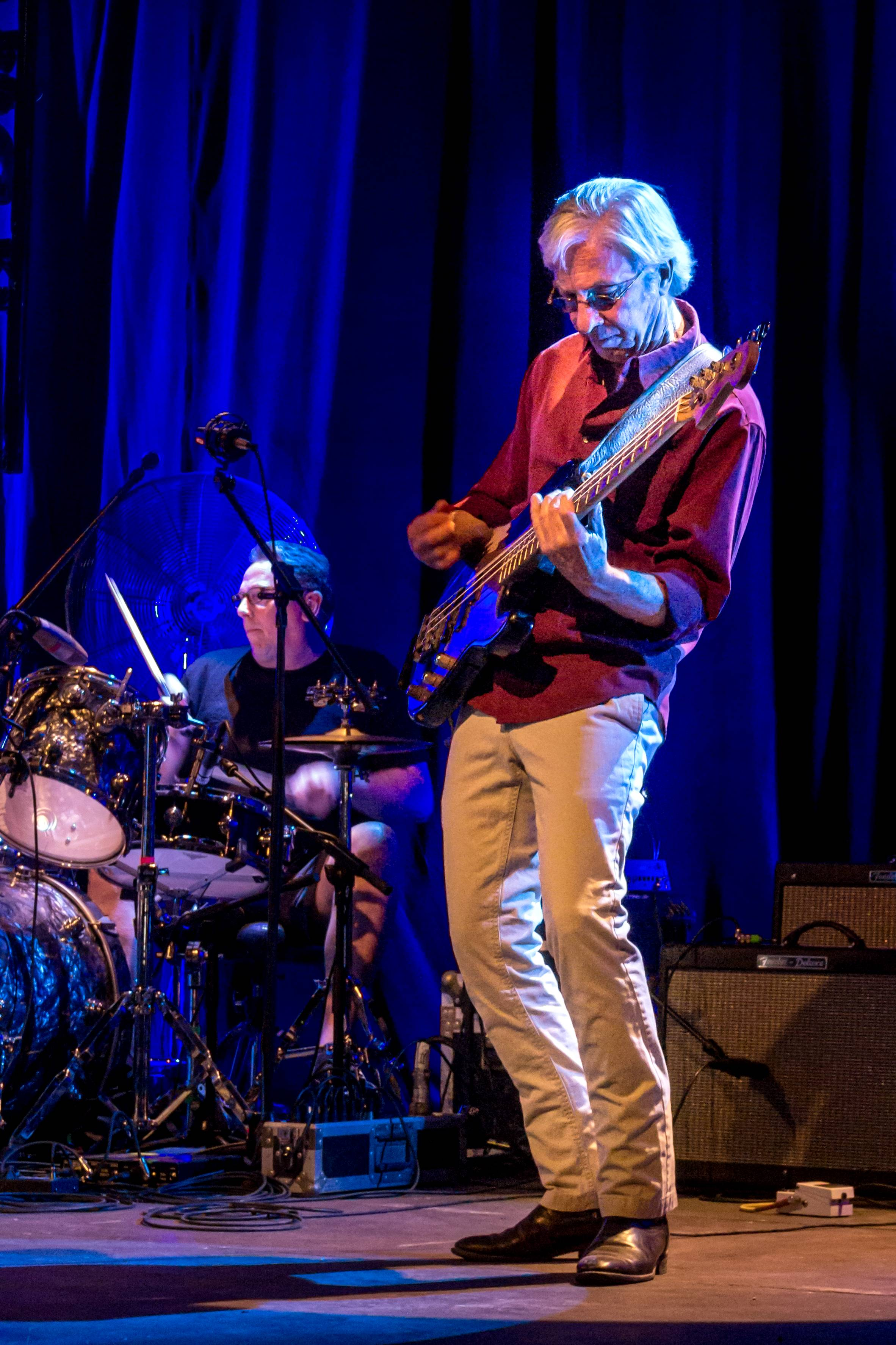
Zelt Musik Festival 2015 Фрайбург, Германия

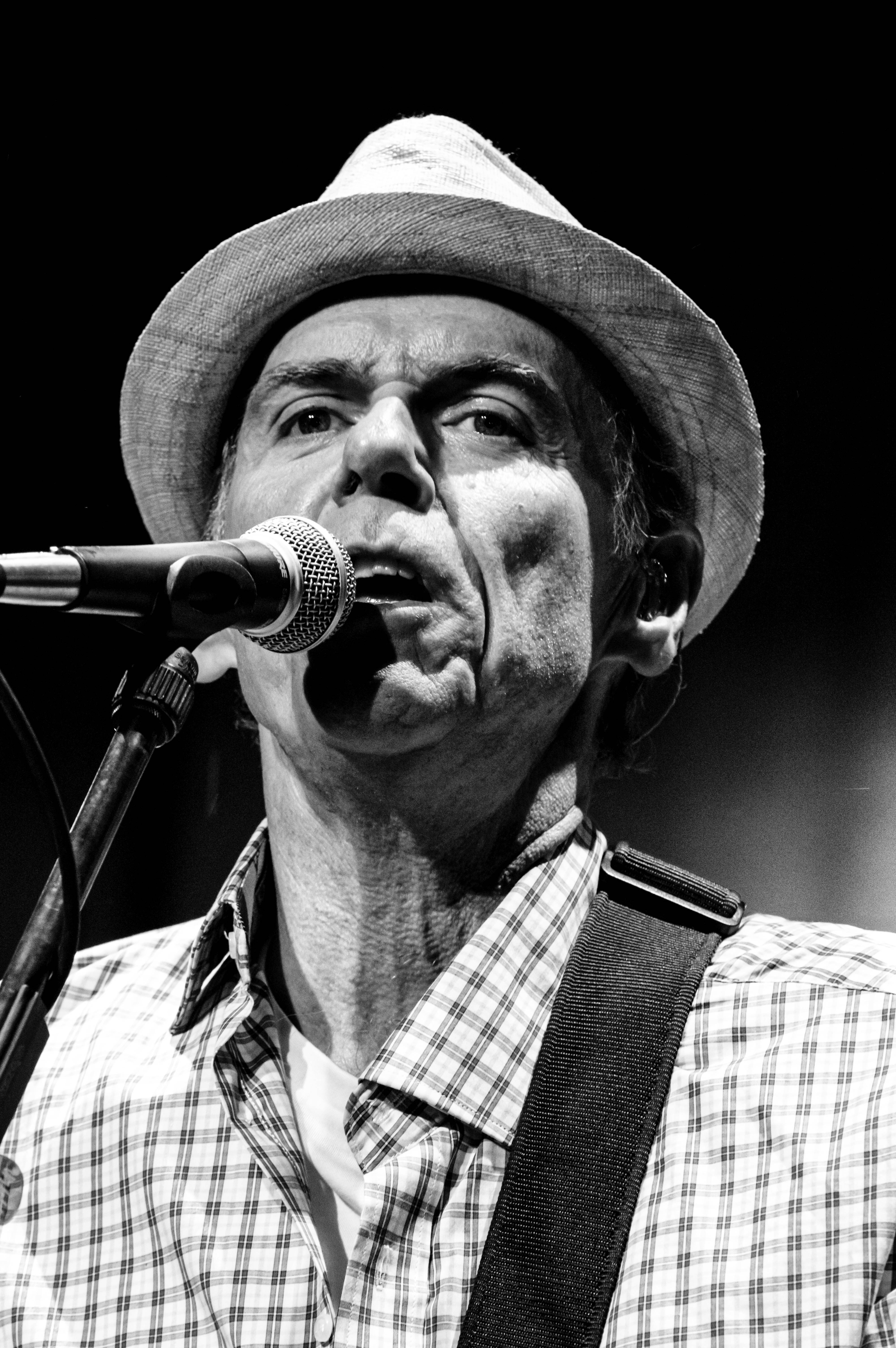
Zelt Musik Festival 2015 Фрайбург, Германия

Джон Хайатт (англ. John Hiatt; род. 20 августа 1952, Индианаполис) — американский рок-гитарист, пианист, певец, автор песен.
Музыкальная карьера Хайатта началась в 1973 году, и за эти годы он исполнял музыку в нескольких стилях, в том числе New Wave, блюз и кантри, выпустив восемнадцать студийных альбомов.
Одиннадцать раз номинировался на премию Grammy, получал другие музыкальные награды.
Песни Хайатта исполняли многие артисты — Боб Дилан, Эрик Клэптон, Джоан Баэз, Пола Абдул, Бадди Гай, Игги Поп и др.

## Дискография
- Hangin' Around the Observatory, Epic Records (1974)
- Overcoats, Epic Records (1975)
- Slug Line, MCA Records (1979)
- Two Bit Monsters, MCA Records (1980)
- All of a Sudden, Geffen Records (1982)
- Riding with the King, Geffen Records (1983)
- Warming Up to the Ice Age, Geffen Records (1985)
- Bring the Family, A&M Records (1987)
- Slow Turning, A&M Records (1988)
- Stolen Moments, A&M Records (1990)
- Perfectly Good Guitar, A&M Records (1993)
- Walk On, Capitol Records (1995)
- Little Head, Capitol Records (1997)
- Crossing Muddy Waters, Vanguard Records (2000)
- The Tiki Bar is Open, Vanguard Records (2001)
- Beneath This Gruff Exterior, New West Records (2003)
- Master of Disaster, New West Records (2005)
- Same Old Man, New West Records (2008)
- The Open Road, New West Records (2010)
- Dirty Jeans and Mudslide Hymns, New West Records (2011)